# Монфорте-да-Бейра
Монфорте-да-Бейра (порт. Monforte da Beira; МФА: [mõ.ˈfoɾ.tɨ dɐ ˈbɐj.ɾɐ]) — парафія в Португалії, у муніципалітеті Каштелу-Бранку. Розташована в східній частині країни, на теренах історичної португальської провінції Бейра. Входить до складу округу Каштелу-Бранку. За адміністративним поділом, чинним до 1976 року, терени парафії були складовою провінції Нижня Бейра. Належить до Порталегрівсько-Каштелу-Бранківської діоцезії Католицької церкви. Патрон — Діва Марія. Площа — 120,3546 км². Населення — 378 ос. (2011). Слабо урбанізований регіон. Густота населення — 3,14 осіб/км²
. Код — 050216.

## Населення
| Кількість мешканців | Кількість мешканців | Кількість мешканців | Кількість мешканців | Кількість мешканців | Кількість мешканців | Кількість мешканців | Кількість мешканців | Кількість мешканців | Кількість мешканців | Кількість мешканців | Кількість мешканців | Кількість мешканців | Кількість мешканців | Кількість мешканців |
| ------------------- | ------------------- | ------------------- | ------------------- | ------------------- | ------------------- | ------------------- | ------------------- | ------------------- | ------------------- | ------------------- | ------------------- | ------------------- | ------------------- | ------------------- |
| 1864                | 1878                | 1890                | 1900                | 1911                | 1920                | 1930                | 1940                | 1950                | 1960                | 1970                | 1981                | 1991                | 2001                | 2011                |
| 1 281               | 1 322               | 1 548               | 1 558               | 1 834               | 1 783               | 2 043               | 2 359               | 2 330               | 2 100               | 1 495               | 945                 | 702                 | 506                 | 378                 |